# Phlebiella albida
Phlebiella albida är en svampart som först beskrevs av Hauerslev, och fick sitt nu gällande namn av Tellería, Melo & M. Dueñas 1997. Phlebiella albida ingår i släktet Phlebiella, ordningen Polyporales, klassen Agaricomycetes, divisionen basidiesvampar och riket svampar.   Inga underarter finns listade i Catalogue of Life.
I den svenska databasen Dyntaxa används istället namnet Uncobasidium albidum för samma taxon.  Arten har ej påträffats i Sverige.